# The Interceptor
The Interceptor (en español: El Interceptor) fue una serie dramática de la televisión británica transmitida del 10 de junio de 2015 hasta el 29 de julio de 2015 por medio de la cadena BBC One. La serie fue creada por Tony Saint.
Estuvo inspirada en el libro del mismo nombre, "The Interceptor", el cual detalla la carrera del exagente de aduanas Cameron Addicott y también coescrito por Kris Hollington.
La serie se centró en un nuevo equipo de la policía encargado de atrapar a algunos de los criminales más buscados de Gran Bretaña.
La serie fue cancelada después de finalizar la primera temporada, el 29 de julio de 2015.

## Historia
El agente especial Marcus "Ash" Ashton, un agente de HM Revenue y de Aduanas, y su compañero Tommy capturan a un vendedor de drogas durante una operación en la estación de Waterloo en Londres. 
Mientras su jefe está contento con el arresto y la captura de tres kilogramos de cocaína, Ash quiere atrapar a un criminal aún más grande. Durante la operación posterior, Tommy es gravemente herido durante un accidente de tráfico y Ash es suspendido.
Poco después en un bar a Ash se le acerca Cartwright, el jefe de la unidad secreta "UNIT" (Equipo de Investigación de Narcóticos Encubierto) y lo convence de unirse al equipo. Cuando Ash llega adonde está el grupo reconoce a Valerie, su exoficial de entrenamiento en la aduana.

## Personajes[5]

### Personajes principales
| Actor              | Personaje           | Ocupación                                       | Episodios | Duración |
| ------------------ | ------------------- | ----------------------------------------------- | --------- | -------- |
| O.T. Fagbenle      | Marcus "Ash" Ahston | Miembro de "UNIT" / ex-Oficial de Aduana        | 8         | 2015     |
| Robert Lonsdale    | Tommy               | Miembro de "UNIT"                               | 8         | 2015     |
| Anna Skellern      | Kim                 | Miembro de "UNIT" / ex-Oficial del Flying Squad | 8         | 2015     |
| Charlie de Melo    | Martin              | Miembro de "UNIT" / ex-MI6                      | 8         | 2015     |
| Lorraine Ashbourne | Valerie             | Miembro de "UNIT" / ex-Oficial de Aduana        | 8         | 2015     |
| Trevor Eve         | Roach               | Criminal                                        | 8         | 2015     |
| Jo Joyner          | Lorna Ashton        | -                                               | 8         | 2015     |
| Ewan Stewart       | Cartwright          | Jefe del equipo "UNIT"                          | 7         | 2015     |
| Jeany Spark        | Kate Gemmill        | Detective Inspectora                            | 7         | 2015     |

### Personajes recurrentes
| Actor                | Personaje                  | Ocupación                                      | Episodios | Duración |
| -------------------- | -------------------------- | ---------------------------------------------- | --------- | -------- |
| Lee Boardman         | Michael "Xavier" Duffy     | Dueño de una tienda de limpieza / criminal     | 8         | 2015     |
| Anthony Grundy       | Bernie                     | -                                              | 8         | 2015     |
| India Ria Amarteifio | Hannah                     | -                                              | 7         | 2015     |
| Gary Beadle          | Docker                     | Dueño de un negocio de electricidad / criminal | 7         | 2015     |
| Melissa Johns        | Sadie                      | -                                              | 7         | 2015     |
| Rayne Obili          | Chloe                      | -                                              | 7         | 2015     |
| Felix Scott          | Connor                     | -                                              | 7         | 2015     |
| Nathan Whitfield     | Kenny                      | -                                              | 7         | 2015     |
| Simon Armstrong      | Stannard                   | -                                              | 5         | 2015     |
| Neal Barry           | Smoke                      | -                                              | 5         | 2015     |
| David Troughton      | Ralph                      | -                                              | 5         | 2015     |
| Bob Cryer            | Rob Kane                   | -                                              | 4         | 2015     |
| Valeria Vereau       | Sonia                      | -                                              | 4         | 2015     |
| Alex Austin          | Mal                        | -                                              | 3         | 2015     |
| Paul Kaye            | James Gordon "Jago" Dalkin | Criminal                                       | 2         | 2015     |
| Christian Rubeck     | Forsberg "El Vikingo"      | -                                              | 2         | 2015     |
| Angus Brown          | Warren                     | -                                              | 2         | 2015     |
| Alberto Maneiro      | Carlos                     | -                                              | 2         | 2015     |
| Jack Roth            | Casby                      | -                                              | 2         | 2015     |
| Michael Lindall      | Darren Wark                | Criminal                                       | 1         | 2015     |
| Jack Bence           | Cal                        | -                                              | 1         | 2015     |

## Episodios
La primera y única temporada de la serie estuvo conformada por ocho episodios, de alrededor de una hora de duración cada uno.

## Producción
La serie fue encargada por Ben Stephenson y Danny Cohen, y comenzó a filmarse en marzo de 2014.
Originalmente, el actor David Gyasi había sido elegido para el papel principal de "Ash", sin embargo tuvo que abandonar la producción de la serie luego de lastimarse la pierna y fue reemplazado por el actor O.T. Fagbenle, quien volvió a filmar las escenas de Gyasi en abril de 2014.
Parte de la filmación para la serie se da en Gravesend y las escenas de la base de "UNIT" fueron filmadas en locaciones de Keybridge House, un edificio decomisado de British Telecom en Vauxhall. La serie de ocho episodios fue creada por Tony Saint, escrita por Saint y Simon Allen, y hecha por la "BBC Drama Productions".
La serie fue dirigida por Farren Blackburn, Richard Senior, Julian Holmes y Cilla Ware, y contó con la participación en la producción de Patrick Schweitzer y de la productora ejecutiva Sarah Brown.